# حماقت مرد مرده (فیلم)
«حماقت مرد مرده» (انگلیسی: Dead Man's Folly (film)) فیلمی در ژانر مرموز به کارگردانی کلایو دانر است که در سال ۱۹۸۶ منتشر شد. از بازیگران آن می‌توان به پیتر اوستینوف، جین استاپلتون، کنستانس کامینگز، و تیم پیگات-اسمیت اشاره کرد.